# Municipio de Paradise (Iowa)
El municipio de Paradise (en inglés: Paradise Township) es un municipio ubicado en el condado de Crawford en el estado estadounidense de Iowa. En el año 2010 tenía una población de 252 habitantes y una densidad poblacional de 2,71 personas por km².

## Geografía
El municipio de Paradise se encuentra ubicado en las coordenadas 41°59′29″N 95°29′34″O / 41.99139, -95.49278. Según la Oficina del Censo de los Estados Unidos, el municipio tiene una superficie total de 93.02 km², de la cual 92,91 km² corresponden a tierra firme y (0,12 %) 0,11 km² es agua.

## Demografía
Según el censo de 2010, había 252 personas residiendo en el municipio de Paradise. La densidad de población era de 2,71 hab./km². De los 252 habitantes, el municipio de Paradise estaba compuesto por el 96,83 % blancos, el 0,4 % eran afroamericanos, el 0,4 % eran amerindios, el 1,19 % eran de otras razas y el 1,19 % eran de una mezcla de razas. Del total de la población el 1,98 % eran hispanos o latinos de cualquier raza.